# Французское рекламное агентство
Французское рекламное агентство (Régie française de publicité) — акционерное общество осуществлявшее продажу рекламного времени в 1969—1993 гг. в теле- и радиопрограммах и размещение рекламы в газетах и журналах (в 1969—1987 гг. — обладавшее монополией на данный вид деятельности).

## Деятельность компании по продаже рекламного времени
Продавало рекламное время по:
- 1-й телепрограмме в 1969—1987 гг.
- 2-й телепрограмме в 1969—1988 гг.
- 3-й телепрограмме в 1972—1987 гг.
- Радиопрограмме «Франс Энтер» в 1969—1987 гг.
- Радиопрограмме «Франс Энтер Пари» в 1969—1987 гг.
- Радиопрограмме «Франс Кюльтюр» в 1969—1987 гг.
- Радиопрограмме «Франс Мюзик» в 1969—1987 гг.
- Радиопрограмме «Радио Блю» в 1980—1993 гг.
- Радиопрограмме «Франс Энфо» в 1980—1993 гг.

## Собственники и руководство
Крупнейшим его участником в 1969—1975 гг. (51 % акций) являлось Управление французского радиовещания и телевидения, в 1975—1993 гг. эта доля была распределена между национальными компаниями «ТФ1», «Антенн 2», «Франс 3», «Радио Франс», прочие участники — Общество финансирования радиовещания (16 %), все остальные 33 % были распределены между Союзом рекламодателей (Union des annonceurs), Конфедерацией французской рекламой (Confédération de la publicité française), Национальным институтом потребления (l’Institut national de la consommation), Национальной федерацией прессы (Fédération nationale de la presse) и Конфедерации французской прессы (Confédération de la presse française). В совет директоров агентства входили член совета директоров Управления французского радиовещания и телевидения, его администратор, президент Общества финансирования радиовещанию, президент Союза рекламодателей, вице-президент Конфедерации французской рекламы, президент Национального института потребления, генеральный секретарь Федерации национальной прессы и представитель Конфедерации французской прессы, а также генеральный секретарь Счётной палаты, советник Апелляционного суда Парижа и один государственный советник.